# Новогрудек-Поморський
Новогрудек-Поморський (пол. Nowogródek Pomorski) — село в Польщі, у гміні Новогрудек-Поморський Мисліборського повіту Західнопоморського воєводства.
Населення — 550 осіб (2011).
У 1975-1998 роках село належало до Гожовського воєводства.

## Демографія
Демографічна структура станом на 31 березня 2011 року:
|          | Загалом | Допрацездатний вік | Працездатний вік | Постпрацездатний вік |
| -------- | ------- | ------------------ | ---------------- | -------------------- |
| Чоловіки | 277     | 67                 | 196              | 14                   |
| Жінки    | 273     | 53                 | 170              | 50                   |
| Разом    | 550     | 120                | 366              | 64                   |